# Dasygrammitis mollicoma
Dasygrammitis mollicoma är en stensöteväxtart som först beskrevs av Christian Gottfried Daniel Nees von Esenbeck och Bl., och fick sitt nu gällande namn av Barbara S. Parris. Dasygrammitis mollicoma ingår i släktet Dasygrammitis och familjen Polypodiaceae. Inga underarter finns listade.